# Herodes Arquelao
Arquelao  (Archelaus,c. 23 a. C. - c. 18 d. C.) fue etnarca de Judea, Samaria e Idumea (4 a. C. - 6)
Herodes Arquelao era hijo de Herodes I el Grande y Maltace, hermano de Herodes Antipas, y medio hermano de Herodes Filipo II.

## Biografía

Etnarquía de Herodes Arquelao.

Arquelao recibió el reino de Judea como la última voluntad de su padre, a pesar de una voluntad anterior que lo había legado a su hermano Antipas. Fue proclamado rey por el ejército, pero se negó a asumir el título hasta que se hubiesen presentado sus reclamaciones a Augusto en Roma. Antes de partir, sofocó con crueldad extrema una sedición de los fariseos, matando a cerca de tres mil de ellos.
Nicolás de Damasco argumentó ante Augusto que Arquelao había actuado legalmente, y que el testamento de Herodes, supuestamente escrito pocas semanas antes de morir, que designaba como sucesor a Arquelao en lugar del ejecutado Antípatro era válido. Nicolás había sido confidente de Herodes durante años, y era leal a Roma.
Arquelao, a la conclusión de los argumentos, cayó a los pies de Augusto, quien le alzó y manifestó que «...era digno de suceder a su padre». En 4 a. C. Augusto, le asigna Samaria, Judea e Idumea, la mayor parte del reino, pero con el título de etnarca.
La primera esposa de Arquelao es mencionada por Flavio Josefo simplemente como Mariamne, quizá Mariamna III (Mariamne ben Aristóbulo), de quien se divorció para casarse con Glafira, la viuda del hermano de Arquelao, Alejandro, a pesar de que el segundo marido de esta, Juba, rey de Mauritania, estaba vivo. Esta violación de la ley mosaica, junto con su crueldad, provocaron que Arquelao despertara la ira de los judíos, que se quejaron ante Augusto. 
Arquelao fue depuesto en el año 6 por Augusto y desterrado a Vienne, en las Galias. Judea, Samaria e Idumea fueron directamente colocadas bajo el poder romano (véase el censo de Quirino) y fueron fusionadas en la provincia romana de Judea, bajo un prefecto romano.

### Retorno de Egipto

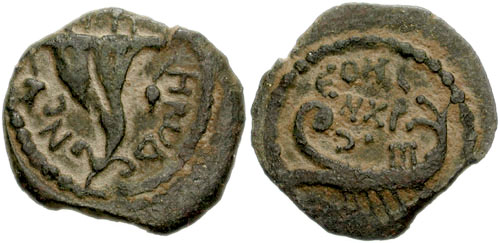
Moneda de Herodes Arquelao.